# Christoph Lüthy
Christoph Lüthy (* 1964 in Zürich) ist ein Schweizer Philosophie- und Wissenschaftshistoriker an der Radboud-Universität Nijmegen. Seine Veröffentlichungen behandeln vor allem die Geschichte der frühmodernen Wissenschaft, die Wechselwirkung zwischen Philosophie und Wissenschaft in der Neuzeit und die Entwicklung wissenschaftlicher Darstellungen und Diagramme.

## Lebenslauf
Christoph Lüthy ist der älteste Sohn des Historikers Herbert Lüthy und ein Enkel des Herausgebers Herbert Lang. Nach Schulabschluss in Basel (Humanistisches Gymnasium) studierte er in Oxford Philosophie und moderne Sprachen am Magdalen College (B.A.hon. 1987), Physik an der Universität Basel und Wissenschaftsgeschichte an der Harvard University (M.A. 1989; PhD 1995). Nach postdoktoralen Aufenthalten am Schweizer Institut in Rom und am Max-Planck-Institut für Wissenschaftsgeschichte in Berlin ließ er sich 1997 in Nijmegen nieder, wo er an der Radboud-Universität das Zentrum für Philosophie- und Wissenschaftsgeschichte mitbegründete. Seit 1999 ist er Herausgeber der Zeitschrift Early Science and Medicine und der Buchreihe Medieval and Early Modern Philosophy and Science. Zwischen 2016 und 2021 war er Dekan der Fakultät der Philosophie, Theologie und Religionswissenschaften. Seit 2013 ist er Mitglied der Königlich Niederländischen Akademie der Wissenschaften. Im selben Jahr erhielt er den Radboud Science Award für sein Buch über den frühmodernen Atomisten David Gorlaeus. 2024 wurde Lüthy zum Mitglied der Academia Europaea gewählt.